# NSU Sulmobil
De NSU Sulmobil was een driewieler die door de Duitse autofabrikant NSU van 1905 tot 1909 geproduceerd werd. Het was het eerste automodel van NSU. Er werden drie versies gemaakt, aanvankelijk met een eencilindermotor en daarna ook met een tweecilindermotor.
De eencilindermodellen (type II en IV) hadden een luchtgekoelde motor met een cilinderinhoud van 451 cc en een motorvermogen van 3,5 pk (2,6 kW), goed voor een topsnelheid van 35 km/u. De motor was gekoppeld aan een drieversnellingsbak op het enkele voorwiel dat via een ketting werd aangedreven. De versnellingspook bevond zich aan de rechterkant.
Het tweecilindermodel (Type III) had een motor met een cilinderinhoud van 795 cc die 5,5 pk (4,0 kW) produceerde. De overige specificaties kwamen overeen met die van de eencilindermodellen.
Als kruising tussen een auto en een motorfiets waren de voertuigen meestal uitgerust met een houten bagageruimte van 1000 × 800 × 900 mm. Maar er zouden ook driewielers geweest zijn die werden gebruikt om mensen te vervoeren.
De Types II en IV werden gebouwd van 1905 tot 1909, terwijl de Type III pas in 1909 werd toegevoegd. In hetzelfde jaar werd de productie van de Sulmobil gestaakt omdat de voertuigen wegens hun beperkte toepassingsmogelijkheden weinig populair waren.